# 灰毛罂粟
灰毛罂粟（学名：Papaver canescens）为罂粟科罂粟属下的一个种。

## 扩展阅读
- 維基物種上的相關：灰毛罂粟